# Demetria
Demetria es un nombre de mujer que su origen es griego y significa «sagrado para la tierra». El nombre deriva de la diosa madre Deméter, hija de Saturno y Rea. El nombre fue usado más en los años 1970 reduciéndose su uso al punto más bajo en los años 2020.
Su hipocorístico es Demi o Deme y en nombre de varón es Demetrio. El nombre es también usado en su forma en ruso, Dimitri.